# A párbaj (Csehov)
A párbaj Anton Csehov orosz író kisregénye, amely 1891 október-novemberében jelent meg a szentpétervári Novoje Vremja (Új Idő) című folyóiratban. Később Alekszej Szuvorin, Novoje Vremja tulajdonosa szerkesztette a novellát, és külön kiadásban adta ki. A történet orosz nyelven az 1890-es években még kilencszer jelent meg. Csehov Adolf Marks által 1899–1901-ben kiadott Összegyűjtött műveinek 6. kötete is tartalmazza A párbajt.

## Háttér
Csehov 1891 januárjában kezdte el írni a novellát. Mihail Csehov szerint az író a munkája során rendszeresen találkozott Vlagyimir Wagner zoológussal és íróval. Ketten hosszas vitákat folytattak egymással, az egyik téma az akkoriban népszerű „az erős joga” fogalmáról szólt, amely az egyik főszereplő, von Koren filozófiájának alapját képezte, a szerző számára Wagner tulajdonképpen mintaként szolgált.

## Történet
|  | Alább a cselekmény részletei következnek! |

Ivan Lajevszkij egy művelt orosz arisztokrata, aki egy fekete-tengeri faluba szökött egy férjes asszonnyal, Nagyezsda Fjodorovnával. A férfi a hitelezői elől is menekült. A történet elején már nem rajong a nőért, Nagyezsda is más férfiakkal folytat viszonyt, és el akarja hagyni a férfit. Levelet kap, amelyben tájékoztatják, hogy férje meghalt; a levelet azonban elrejti egy könyvben, és nem szól Ivánnak róla.
Lajevszkij barátságot köt Alekszandr Szamojlenkóval, egy katonaorvossal. Szamojlenko sürgeti Lajevszkijt, hogy vegye feleségül Nagyezsda Fjodorovnát, még ha nem is szereti. Ivan azt mondja, nem vehet feleségül egy nőt, aki iránt nincsenek érzelmei, de nem hagyhatja el, mert annak nincsenek rokonai, és rá van utalva. Szamojlenko azt mondja neki, hogy adjon a nőnek elég pénzt a megélhetéshez. Lajevszkij azonban azt mondja, hogy 2000 rubel adóssága van, és ezt nem engedheti meg magának.
Szamojlenko házában ketten filozófiáról, tudományról és irodalomról beszélgetnek. Egyikük Nyikolaj von Koren, zoológus; a másik férfi egy diakónus az orosz gyülekezetben. Az orvos, a zoológus és a diakónus megvitatják az evolúció új gondolatát. Egy baráti beszélgetés során a diakónus azt mondja, hogy az ember Istentől származott, míg Von Koren azzal érvel, hogy az ember a majom leszármazottja. Elmagyarázza, hogyan maradnak fenn az életrevalóbb állatok, hogy átadják erejüket leszármazottaiknak, de a gyengébb állatok kipusztulnak.
Von Koren Lajevszkijt egy olyan ember példájaként használja, aki nem alkalmas a túlélésre. Amikor Ivan a városba érkezett, olyan szokásokat hozott magával, amelyeket az itteniek szokatlannak tartanak. Von Koren azt mondja, hogy Lajevszkijnek nem szabad megengedni, hogy szaporodjon; különben Oroszország-szerte olyan gyerekek lennének, mint Lajevszkij. Von Koren a továbbiakban Ivánt a kolera mikrobájához hasonlítja, és azt mondja, hogy Lajevszkijt meg kellene ölni, mint egy kártevőt. Szamojlenko és a diakónus elutasítja ezeket az elképzeléseket: Szamojlenko a barátja miatti együttérzésből, a diakónus, mert hisz a Krisztus által tanított szeretetben. Szamojlenkót sérti, hogy von Koren bántóan beszélt Lajevszkijről, és elutasítják annak elképzeléseit.
Lajevszkij úgy dönt, hogy elhagyják a várost. Azt mondja, hogy előre elküldi Nagyezsda Fjodorovnát. Szamojlenkó és von Koren tudják, hogy így akarja elhagyni az asszonyt. Mivel  a férfinek nincs pénze, megkéri Szamojlenkót, hogy adjon kölcsön neki 100 rubelt. Szamojlenko szívesen segítene, de nincs pénze. Miután a barátja távozik, kölcsönt kér von Korentől, aki beleegyezik, de csak azzal a feltétellel, hogy Lajevszkij magával viszi Nagyezsda Fjodorovnát Pétervárra.
Eközben Nagyezsda Fjodorovnát Kirilin, a város rendőrkapitánya zsarolja. Kettejüknek egyszer volt viszonya, amiről a nő elismeri, hogy hiba volt. A férfi megpróbálja megzsarolni, hogy az asszony ismét az övé lehessen. Azzal fenyegeti, hogy korábbi házasságtörését a nyilvánosság elé tárja. Végül a nő beleegyezik, hogy találkozik a kapitánnyal, és megígéri, éjszakára az övé lesz. Közben Nagyezsda másik szeretője is feltűnik a városban és kihallgatja a beszélgetést.
Ivan egy nappal később visszatér, hogy megkapja a pénzt. Von Koren megvetően bánik vele, és személyes nehézségeire hivatkozik. Lajevszkij feldühödik, és azzal vádolja Szamojlenkót, hogy elárulta a bizalmát. Szamojlenko tagadja a vádat, de Ivan mindkettőjüket megfenyegeti, hogy rávegye őket, hagyják békén. Von Koren ezt egy párbajra való kihívásnak veszi, és elfogadja. Lajevszkij is beleegyezik, a barátaik sem tudják lebeszélni őket, és megbeszélik a pisztolypárbaj részleteit.
Este Lajevszkij iszik és kártyázik. Hazafelé menet egy férfi azt mondja neki, hogy kövesse őt, így találkozhat valakivel egy nagyon fontos ügyben. Egy kis házhoz vezeti, és Lajevszkij a szobába benyitva meglátja Kirilint, mellette Nagyezsda Fjodorovnával. Lajevszkij nagy nehezen hazaér, jobban idegesíti Nagyezsda rendőrkapitánnyal való viszonya, mint a saját párbaja. Otthon megpróbál szembenézni önmagával: semmittevéssel, csalással és hazugsággal telt az egész élete. Ő ugyanúgy elcsábította a férjétől Nagyezsdát, ahogyan most más tette vele, azután ráúnt, már készül elhagyni őt. És egyszerre ráébred, senki mása nincs az életében.
Hajnalban a párbaj helyszínén Lajevszkij és von Koren barátai megpróbálják rábeszélni őket, hogy bocsássanak meg egymásnak. Lajevszkij egyetért ezzel, és bocsánatot kér, de Von Koren ragaszkodik a párbajhoz. Lajevszkij szándékosan elhibázza a lövést, pisztolyát a levegőbe tartva tüzel. Von Koren, aki gyakorlott lövész, célba veszi Ivan fejét. Eközben a helyszínre siető orosz ortodox diakónus felbukkan a bokrok közül és kiabálni kezd, amitől von Koren összerezzent, és elhibázza a lövést.
Lajevszkij kábultan tér haza. Nagyezsda elmondja neki, ami vele történt, és Lajevszkij nem átkozódik, hanem csak simogatja kedvese arcát. Sokáig ülnek egymáshoz simulva és meghitt szavakkal ábrándoznak a jövendő boldog életükről.
Több mint három hónap telt el, közben összeházasodtak. Lajevszkij teljesen megváltozott: nyomorogva él, reggeltől estig ül és ír, keményen dolgozik, hogy kifizesse az adósságait. Von Koren arra készül, hogy elhagyja a várost. Csodálkozik Lajevszkij átalakulásán, és azt mondja, ha Ivan eredetileg is ilyen lett volna, jó barátok lehettek volna. 
Induláskor a kikötőbe menet egy pillanatra betér Lajevszkijhez elköszönni, aki félszegen fogadja, alig válaszol. Milyen szánalomra méltóan élnek mindketten, gondolja von Koren, majd arra kéri Lajevszkijt, ne gondoljon rá haraggal. Talán hibázott, de senki nem tudja a való igazságot. A hátsó szobából előjött Nagyezsda félénken kezet nyújt neki. A kikötőben kézfogással, szótlanul válnak el. Lajevszkij ismételgeti magában a mondatot: „Senki sem tudja a való igazságot.”
|  | Itt a vége a cselekmény részletezésének! |

## Szereplők

### Főszereplők
- Ivan Lajevszkij, 28 éves értelmes fiatal arisztokrata, de hazug világban él,[5] erkölcsileg megromlott, érzéki, könnyelmű nőcsábász. A kisregény végén metamorfózis következik be, és „példamutató polgár” lesz.[6]
- Nagyezsda Fjodorovna, férjes asszony, Ivan Lajevszkij szeretője; finom, intelligens és ügyes.[7]
- Nyikolaj von Koren, egy fiatal zoológus, aki gyakran látogatja Szamojlenkót. A természete határozott, a véleménye szilárd, de kissé despotikus. Pozitívan értelmezte Herbert Spencer nézeteit a természetes szelekció mindenhatóságáról.[8]

### Mellékszereplők
- Alekszandr Szamojlenko, katonaorvos, egy vendégház tulajdonosa.
- Kirilin rendőrkapitány, aki szerelmes Nagyezsda Fjodorovnába.
- Pobedov diakónus, egy fiatal férfi, aki most végzett a szemináriumon.

## Megjelenések

### Magyarul
- A párbaj, Singer és Wolfner, Budapest, fordította: Szabó Endre
- A párbaj, Szépirodalmi Könyvkiadó, Budapest, 1967, fordította: Devecseriné Guthi Erzsébet, Szőllősy Klára
- A párbaj, Szépirodalmi Könyvkiadó, Budapest, 1985, fordította: Devecseriné Guthi Erzsébet, Szőllősy Klára
- A párbaj,  Fapadoskonyv.hu, Budapest, fordította: Szabó Endre, illusztrálta: Papp Norbert

## Filmadaptációk
- Párbaj (Szovjetunió, 1961)[9]
- Párbaj (Nagy-Britannia, 1963), rendező: Charles Jarrott[10]
- Párbaj (NSZK, tévéfilm, 1964) rendező: Hans Schweikart[11]
- Jó és rossz ember (Szovjetunió, 1973)
- Párbaj (USA, 2010)[12][13]

## Fordítás
- Ez a szócikk részben vagy egészben  a   The Duel (Chekhov novella) című angol Wikipédia-szócikk ezen változatának fordításán alapul.  Az eredeti cikk szerkesztőit annak laptörténete sorolja fel. Ez a jelzés csupán a megfogalmazás eredetét és a szerzői jogokat jelzi, nem szolgál a cikkben szereplő információk forrásmegjelöléseként.